# Jeonju
Jeonju (hangul: 전주시; hanja: 全州市; rr: Jeonju-si) ou Chonju é uma cidade da Coreia do Sul, capital da província de Jeolla Norte (hangul: 전라북도; hanja: 全羅北道; rr: Jeollabuk-do). O nome Chonju vem da anterior forma de transliteração (sistema de McCune-Reischauer): Chŏnju-shi.
A cidade tem uma área de 206,25 Km² e uma população de 645 108 habitantes (2005). Jeonju é um importante centro turístico, devido à sua gastronomia, edifícios históricos, actividades desportivas, e festivais. Foi capital da Coreia nos séculos IX e X.
Pertence à rede das Cidades Cittaslow.

## Economia
As principais empresas localizadas em Jeonju incluem Hyundai Motor Company, LS Mtron, Hyosung Advanced Materials, Miwon Corporation, Samyang Corporation, Hyundai Everdigm, KCC Silicon, Adeca Korea, Mirae Paper, Samyang Chemical, Jeonbuk Bank, Gaon Cable, Schaeffler Korea, Aekyung Chemical, Jeonbuk City Gas, Farm Hannong, Gyeseong Construction, Jeonju Paper e Purmil.